# Sokiłeć (obwód chmielnicki)
Sokiłeć  (ukr. Сокілець, pol. Sokolec) – wieś na Ukrainie, w obwodzie chmielnickim, w rejonie dunajowieckim
W 1240 roku Tatarzy zburzyli miejscowy zamek.